# Нільський варан
Нільський варан (Varanus niloticus, Linnaeus 1766) – великий варан з підродини Polydaedalus. Це найбільша та найпоширеніша африканська ящірка, що зустрічається на більшій частині цього континенту за винятком північної його частини та пустельних областей. Незважаючи на значні розміри, поширення та економічну роль цих тварин вони досі недостатньо вивчені. Саме слово «варан» арабського походження і первісно так називали саме нільських варанів, тобто це номінативний вид усієї родини варанів.

## Зовнішність та будова
Нільські варани мають сильні ноги, м’язистий тулуб, довгий потужний хвіст та могутні щелепи. На лапах у них довгі пальці, що закінчуються гострими пазурами які тварина використовує для лазіння, риття нір, розривання здобичі та оборони. Подібно до інших варанів нільський має роздвоєного язика.
Молоді особини темні, майже чорні, зверху в них є поперечні ряди жовтих округлих плям, що зливаються іноді в суцільні світлі смуги. На верхній стороні голови в них гарний візерунок з неправильних поперечних смуг, утворених дрібними жовтими цяточками й плямами. Забарвлення дорослих тварин варіює від сірувато-коричневого до темнооливково-зеленого з більш-менш виразними жовтувато-білими поперечними смугами або рядами округлих плям такого ж кольору. Хвіст нільського варана довгий, сильно стиснути з боків, з поздовжнім кілем перетнутий кількома нерівними жовтуватими смугами.
Ніздрі глибоко посаджені й розташовані ближче до очей ніж до кінця морди.
Середня довжина біля півтора метра, причому довжина голови та тіла від носа до клоаки пів метра. Однак нільські варани бувають і довші за 2 метри, але екземпляри такої величини зустрічаються порівняно рідко. Найбільший достеменно відомий зараз екземпляр був 242 сантиметри завдовжки при довжині від носа до клоаки 98 сантиметрів (Haake & Groves 1995). Самці довжиною 150–170 сантиметрів важать 5–10 кілограмів, самки довжиною близько 135 сантиметрів приблизно 3 кілограми. Новонароджені вараненята 280–327 міліметрів завдовжки і важать лише 23–32 грами.
У нільських варанів добре виражені вікові зміни в будові черепа та морфології зубів. У молоді зуби гострі, а в дорослих вони поступово змінюються широкими притупленими зубами з розвинутими гребенями на коронці. Це пов’язане з віковими змінами у раціоні тварин – молодь харчується незахищеною, але швидкою здобиччю на зразок комах та ящірок, а в дорослих значну частку їжі складають захищені панциром молюски та ракоподібні.

## Поширення
Нільський варан поширений на більшій частині континенту за виключенням пустель та узбережжя Північної та Північно-Східної Африки. Його немає в Сахарі, за виключенням територій вздовж Нілу, пустельних районах Сомалі, Намібії, Ботсвани та Південної Африки. Є відомості, що ще в XIX столітті цей вид траплявся у Палестині де зараз водиться лише сірий варан (Varanus griseus). Зараз завдяки тому, що деякі люди викинули своїх домашніх улюбленців на вулицю нільський варан інтродукувався у Флориді де його популяція відома з 1991 року. З того часу судячи з повідомлень його ареал там розростається – тварин бачать в нових місцях. Великого варана шести футів завдовжки помітили у вересні 2008 року в Орегоні.
В межах свого природного ареалу нільський варан зустрічається майже біля усіх постійних водойм. Вони водяться і на околицях пустель і в тропічних лісах, їх нема лише власне у пустелях. Цей вид легко пристосовується до антропогенних ландшафтів і добре живе поруч з поселеннями та на полях якщо звісно його не винищувати. Нільських варанів зустрічали на висотах до 2000 метрів над рівнем моря і навіть вище (Barbour & Loveridge 1928).

## Спосіб життя

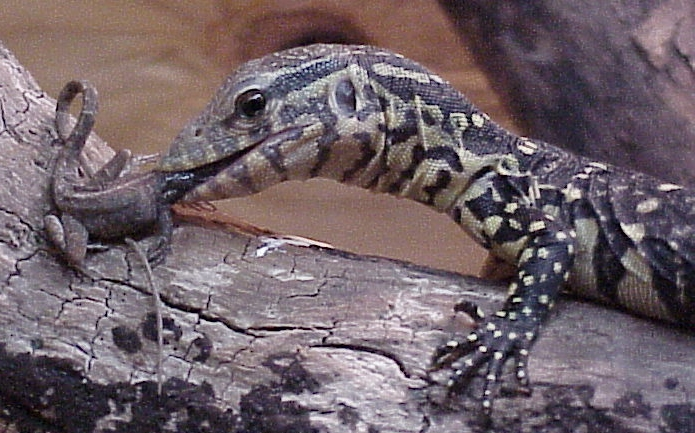
Молодий нільський варан жере ящірку

Нільський варан рідко віддаляється від рік й озер, на березі яких живе. Це хижак який живиться практично будь-якою здобиччю яку може впіймати та подужати. Їжею варанам служать комахи, молюски, краби, равлики, риба, жаби, ящірки, змії, молодняк крокодилів, птахи й дрібні ссавці. В місцевостях багатих равликами та крабами вони становлять основу раціону. Як вказувалося вище в дорослих варанів зуби пристосовані саме до такої їжі. Особливо тверду здобич, наприклад панцири крабів і мушлі двостулкових молюсків, ящірка роздушує стовщеними й притупленими задніми зубами. Однак як вже вказувалося нільські варани не є вузькоспеціалізованим видом і пристосовуються до найрізноманітнішої їжі – наприклад в Гані відома популяція яка живе поруч з великими колоніями кажанів якими значною мірою й харчується. Коли є можливість ці ящірки охоче жеруть падаль підбираючи залишки здобичі великих хижаків. На мілководді варани можуть ловити рибу, відомі випадки нападів на пташині гнізда, а на кладки крокодилів варани нападають так часто, що деякі дослідники вважають їх головними ворогами цих рептилій. За повідомленнями ряду вчених нільські варани нападають на крокодилячі гнізда в парі – один відволікає крокодилицю від гнізда, а інший дістає яйця. В свою чергу крокодили при нагоді ловлять варанів, іншими ворогами цих ящірок є кобри та мангусти. У випадку небезпеки варан нерідко прикидається мертвим, тривалий час залишаючись нерухомим і вичікуючи зручного моменту, щоб підхопитися й урятуватися втечею. Також нільські варани часто використовують для оборони свій хвіст яким махають як батогом. В старих особин через це хвіст дуже часто ушкоджений та пошрамований. Взагалі ця ящірка досить агресивна і нерідко може постояти за себе. Stevenson-Hamilton (1947) повідомив про випадок коли орел впіймав варана, але той вчепився птахові у ногу і не відпускав, аж доки орла не знайшли в стані крайнього виснаження.
Вдень нільських варанів можна помітити коли вони гріються сидячи на каменях, гілках чи у воді біля берега. Це прудкі тварини, що бігають швидше за людину. В разі небезпеки за можливості ці ящірки рятуються втечею у воду. Вночі варани сплять у норах, але в дуже теплу погоду можуть ночувати і назовні – на гілках чи у воді. Нори тварини можуть рити самі, однак часто використовують уже готові. Зазвичай для риття нір варани підбирають піщані ґрунти. В сухий сезон чи в прохолодну погоду активність варанів помітно знижується і часом вони днями не покидають своїх нір. Ці тварини, особливо молодь, добре лазять по деревам хоч і не є справді деревним видом. Loveridge (1923) повідомляє, що були випадки коли варани заснувши на дереві втрачали пильність падали на землю й розбивалися до смерті. Нільські варани дуже добре плавають. Деякі дослідники повідомляють, що ці тварини можуть залишатися під водою понад годину. Досліди з невеликими екземплярами в неволю показали, що вони зазвичай пірнають на 12–15 хвилин і ніколи не більше ніж на пів години.
За даними Hirth & Latif (1984) температура тіла нільських варанів коливається в межах 20–37,2°C, при цьому середня становить 28,8 °C. Тварини активні при температурі тіла понад 26 °C. Хоч варани є класичними холоднокровними істотами, однак завдяки відносно значним розмірам у випадку активності вони можуть підтримувати температуру тіла суттєво вищу за навколишнє середовище – в одного з активних екземплярів зловлених у другій половині дня була температура 32 °C, в той час як температура навколишнього середовища становила лише 25,3 °C.
Нільські варани вельми численний вид популяції якого можуть мати значну щільність, наприклад в 1974 році в північній Кенії була зареєстрована щільність в 40–60 особина на км².

## Розмноження
В різних країнах нільські варани відкладають яйця у різний час пристосовуючися до місцевих умов. Данні щодо інкубайційного періоду сильно розрізняються в різних вчених. Перші ґрунтовні дослідження (Cowles 1928, 1930) на основі спостережень тварин з Наталю вказували тривалість інкубаційного періоду близько 300 днів, однак пізніші дослідження (Branch & Erasmus 1982) показують, що інкубаційний період може бути і в половину чи на навіть втроє коротшим. В неволі його тривалість 92–175 при температурі 27 до 32 °C. Найліпшим місцем для відкладання яєць є термітники. Самка обирає великий термітник, зазвичай близький до води і розкопує його стінку після чого відкладає яйця. Риє вона як правило в після дощу, коли матеріал термітника розмокає і легше піддається пазурам. Терміти швидко відновлюють стіну і яйця спокійно інкубуються за постійної температури та вологості всередині жилого термітника. При вилупленні з кожного яйця виливається трохи рідини, що знову розм’якшує стінку споруди, дозволяючи молодим варанам, довжина яких не перевищує 20–22 сантиметри, самостійно вибратися назовні. Там де немає доступних термітників варани відкладають яйця у норах.
Дорослі самиці нільських варанів можуть відкладати багато яєць. Borquin (1991) знайшов у термітнику 63 яйця, багато повідомлень про кладки понад 35 яєць. Яйця мають розміри приблизно 6 на 5 сантиметри і важать 46–52 грами, тобто велика кладка важить до 3 кілограмів – як особина варана середнього розміру. Однак слід відмітити, що перші кладки помітно менші і нараховують лише близько 10 яєць і лише в міру дорослішання та збільшення розмірів самиці збільшується і кількість яєць які вона відкладає. Самиці перед тим як відкладати яйця тривалий час нагулюють жир запаси якого потім переробляються печінкою на яєчний жовток. Зазвичай тварини набирають вагу в сприятливий сезон, а виношують яйця в несприятливий. У популяціях які живуть в умовах з довшим сприятливим сезоном самицям вдається ліпше відгодуватися і відповідно знести більше яєць.

## Вжиток
Нільський варан як відносно велика та широко розповсюджена тварина має неабияке економічне значення. М’ясо й жир нільського варана дуже смачні і широко вживаються місцевими жителями в їжу. Органи варанів застосовують у народній медицині, але головним є добування варанів на шкіру. У 80-і роки XX століття щорічно на міжнародний ринок надходило близько 400 тисяч шкурок. В основному шкіру нільських варанів експортували з Малі, Нігерії, Камеруну, Судану в Європу, головно у Францію.і робили сумки,взуття,ремені і т.д.